# Расел (Масачусетс)
Расел (енгл. Russell) насељено је место без административног статуса у америчкој савезној држави Масачусетс.

## Демографија
По попису из 2010. године број становника је 786.
| Група             | 2000.    | 2010.       |
| Белци             | 0 (0,0%) | 754 (95,9%) |
| Афроамериканци    | 0 (0,0%) | 5 (0,6%)    |
| Азијати           | 0 (0,0%) | 2 (0,3%)    |
| Хиспаноамериканци | 0 (0,0%) | 19 (2,4%)   |
| Укупно            | 0        | 786         |